# Vertigo (DC Comics)
Pour les articles homonymes, voir Vertigo.
Vertigo est un label de DC Comics créée en 1993, spécialisée initialement dans l'édition de comics aux thématiques fantastiques et d'horreur. Ses séries diffèrent du reste de la production DC par des thèmes plus adultes, pouvant impliquer un contenu violent ou à forte connotation sexuelle. Au fil des années, le label a édité des séries plus centrées sur le thriller et la science-fiction.
Du fait de l'appartenance des deux lignes à la même société, il n'est pas rare de voir des personnages de l'univers DC apparaître dans les séries Vertigo (comme les différents héros ayant porté le nom Sandman dans la série Sandman, ou Zatanna dans Books of Magic).
En juin 2019, DC Comics annonce la fermeture du label pour le début de l'année 2020.
En octobre 2024, DC annonce officiellement le retour de Vertigo.

## Historique
Le label Vertigo a été créé en 1993, sous la direction de Karen Berger, une ancienne étudiante en littérature et en histoire de l'art, qui avait rejoint DC Comics en 1979 en tant que responsable éditoriale. Elle contribue au recrutement d'auteurs anglais tels que Neil Gaiman, Jamie Delano, Peter Milligan et Grant Morrison, et travaille avec eux sur des séries mensuelles mêlant les super-héros et la science fiction comme Animal Man, Doom Patrol, Shade, the Changing Man, des mini-séries comme Books of Magic, Kid Eternity, Black Orchid, la série fantastique Sandman, ou des séries mensuelles d'horreur comme Hellblazer et Swamp Thing (scénarisé par Alan Moore, embauché par Len Wein auparavant).
Ces six comics pour adultes, estampillés comme tel avec l'indication For Mature Readers, avaient en commun un goût pour le fantastique et l'horreur et présentaient une plus grande maturité dans l'écriture et dans les termes abordés.
Le label Vertigo a été lancée en Janvier 1993, avec les numéros les titres suivants:  Shade the Changing Man #33, The Sandman #47, Hellblazer #63, Animal Man #57, Swamp Thing #129, et Doom Patrol #64. Mais Vertigo publiera également de nombreux nouveaux titres, essentiellement des mini-séries telles que Death : the high cost of living écrit par Neil Gaiman et dessiné par Chris Bachalo (en trois parties), Enigma écrit par Peter Milligan et dessiné par Duncan Fegredo (en huit parties), des one-shot comme Mercy par J. M. DeMatteis et Paul Johnson (en), ou de nouvelle série mensuelle comme Sandman Mystery Theatre, co-écrite par by Matt Wagner and Steven T. Seagle et dessinée dans un premier temps par Guy Davis.

## Séries publiées
Certaines de ces séries ont débuté avant la création de Vertigo.

### Séries mensuelles
- 100 Bullets, où un mystérieux personnage arme des gens ordinaires pour leur permettre de se venger de ceux qui ont pourri leurs vies
- American Century (2001), écrit par Howard Chaykin
- Animal Man
- The Books of Magic, l'apprentissage de Timothy Hunter, destiné à devenir un des plus grands sorciers, sur un scénario de Neil Gaiman
- American Vampire, l'histoire d'un vampire américain d'un nouveau genre à travers différentes époques des États-Unis
- American Virgin
- DMZ (2006), l'aventure d'un journaliste égaré dans la zone démilitarisée d'une guerre civile en plein New York
- Doom Patrol de Bob Haney, Arnold Drake, Bruno Premiani
- The Dreaming de Neil Gaiman
- The Exterminators  de Simon Oliver & Tony Moore
- Fables, la série narrant les aventures de personnages de contes de fées, vivant parmi nous à notre époque
- Hellblazer, les enquêtes de John Constantine (personnage créé par Alan Moore dans le comics Swamp Thing, spécialiste de l'occultisme, qui ont inspiré le film et la série Constantine
- House of Mystery (reprise d'un comics des années 1970)
- The Invisibles, série scénarisée par Grant Morrison
- iZombie
- The Losers, série écrite par Andy Diggle et dessinée par Jock
- Loveless (2005), série écrite par Brian Azzarello
- Lucifer
- Northlanders, histoires diverses se déroulant à l'époque viking
- Preacher, "road-comics" déjanté scénarisé par Garth Ennis et dessiné par Steve Dillon, contant l'histoire d'un pasteur à la voix magique, d'une tireuse d'élite et d'un vampire qui partent à la recherche de Dieu
- The Sandman, le personnage créé par Neil Gaiman, qui est la personnification du Rêve
- Sandman Mystery Theatre, les aventures du Sandman du Golden Age dans les années 1930, dans une ambiance film noir
- Scalped, violence et corruption au sein d'une réserve indienne
- Shade, the Changing Man, série écrite par Peter Milligan, d'après le personnage de Steve Ditko, et dont la plupart des numéros ont été dessinés par Chris Bachalo
- Swamp Thing
- Sweet Tooth, les aventures d'un jeune mutant dans un monde post apocalyptique où la population a été décimée par un mystérieux virus
- Transmetropolitan, série déjantée scénarisée par Warren Ellis, dont le héros est un journaliste du futur, Spider Jerusalem
- The Unwritten : Tommy Taylor est à la fois un jeune homme réel et le héros d'une série de romans de type "Harry Potter". Mais la frontière entre les deux devient floue...
- Y, le dernier homme, sur un scénario de Brian Vaughan
- Young Liars (2008) par David Lapham

### Mini-séries
- 4 horsemen (2000), mini-série en quatre parties écrite par Robert Rodi et dessinée par Essad Ribic
- 100% (2002), mini-série en cinq parties par Paul Pope
- 2020 Visions (1997), mini-série en douze parties, écrite par Jamie Delano, dont les quatre arcs sont dessinés respectivement par Franck Quitely, Warren Pleece, James Romberger et Steve Pugh
- Accelerate (2000), mini-série en quatre parties, écrite par Richard Kadrey et dessinée par les Pander Brothers
- American Freak (1994)
- Angel and the Ape (2001-2002)
- Congo Bill
- Death : les aventures de Death, la sœur de Dream (le personnage principal de Sandman de Neil Gaiman) ont été déclinées en deux mini-séries intitulées The High Cost Of Living (1993) et The Time of Your Life (1996)
- Egypt (1995), mini-série en sept parties écrites par Peter Milligan et dessinée par Glyn Dillon
- Enigma (1993), écrit par Peter Milligan et dessiné par Duncan Fegredo
- The Extremist (1993), mini-série en quatre parties écrite par Peter Milligan et dessinée par Ted McKeever
- Face (1995), one-shot écrit par Peter Milligan et dessinée par Duncan Fegredo
- The Filth (2002), série déjantée scénarisée par Grant Morrison et dessinée par Chris Weston
- Finals (1999), de Jill Thompson et Will Pfeifer
- Flinch anthologie où l'on trouve les noms de Jim Lee, Bill Willingham, Frank Quitely...
- A History of Violence, la bande dessinée de John Wagner & Vince Locke (art) à l'origine du film de David Cronenberg
- Kill Your Boyfriend par Grant Morrison
- Nevada de Steve Gerber, Phil Winslade (Illustrations), Steve Leialoha
- Les Seigneurs de Bagdad, fable sur la guerre, réalisée par Brian Vaughan et par Niko Henrichon, dont les héros sont des lions
- Shadows fall (1994), mini-série en six parties écrite par John Ney Rieber et illustrée par John Van Fleet
- Tank Girl en 1995 de Jamie Hewlett (dessins) et Alan Martin (scénario)
- Testament
- V pour Vendetta, scénarisé par Alan Moore et dessiné par David Lloyd. Cette mini-série a été initialement publiée par DC Comics puis sera rattachée au label Vertigo.
- Vamps
- We3 (2004), mini-série en trois parties sur un scénario de Grant Morrison et dessinée par Frank Quitely
- Wolf Moon (2015), mini-série en six parties

On ne peut que constater la qualité d'ensemble de ces publications, largement imputable à la maestria de ses plus fameux scénaristes : Warren Ellis, Garth Ennis, Neil Gaiman, Alan Moore, Grant Morrison, Brian Vaughan...

## Publications françaises
En 1997, la maison d'édition Le Téméraire se lance dans la traduction et la publication de titres Vertigo tels que Sandman, Sandman Mystery Theatre, Goddess, Preacher, Death, The Invisibles.
En 2012, c'est Urban Comics, filiale française de Dargaud, qui récupère les droits français des séries DC et Vertigo.

## Livre d'art
- Alisa Kwitney, Vertigo Visions: 10 Years of Artwork on the Edge, 2003